# Cees van Leeuwen
Cornelis Hubertus Johannes (Cees) van Leeuwen (nascido em 1951) foi um membro do parlamento holandês pela Lista Pim Fortuyn (LPF) de 2002 a 2003.
Van Leeuwen foi eleito membro da Câmara dos Representantes nas eleições de 2002 e posteriormente serviu como Secretário de Estado da Educação, Cultura e Ciência no Primeiro Governo Balkenende. Ele também foi membro fundador e ex-baixista do grupo holandês de rock progressivo Kayak.